# Модринник (заказник)
Модри́нник — лісовий заказник місцевого значення в Україні. Розташований у межах Носівського району Чернігівської області, на північний захід від села Іржавець. 
Площа 6,9 га. Статус присвоєно згідно з рішенням Чернігівської обласної ради від 14.05.1999 року. Перебуває у віданні ДП «Ніжинське лісове господарство» (Іржавецьке л-во, кв. 17, вид. 2; кв. 4, вид. 7). 
Статус присвоєно для збереження двох осередків цінних насаджень модрини (5,7 га і 1,2 га). 